# Mona Township (comté de Ford, Illinois)
Mona Township est un township du comté de Ford dans l'Illinois, aux États-Unis,. 

## Source de la traduction
- (en) Cet article est partiellement ou en totalité issu de l’article de Wikipédia en anglais intitulé « Mona Township, Ford County, Illinois » (voir la liste des auteurs).